# Sistemas táticos do voleibol

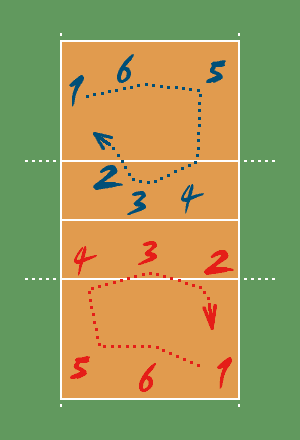
Posições da quadra e rotação

Os sistemas táticos do voleibol são baseados nas posições do voleibol, que são as seguintes:
- A posição n.º 1 chama-se defesa direita, e é a posição de saque.
- A posição n.º 2 chama-se saída de rede.
- A posição n.º 3 chama-se meio de rede.
- A posição n.º 4 chama-se entrada de rede.
- A posição n.º 5 chama-se defesa esquerda.
- A posição n.º 6 chama-se defesa central.

As posições 4, 3 e 2 são de ataque, portanto, somente os jogadores que as ocupam podem atacar e bloquear dentro da zona de ataque. As posições 1, 6 e 5 são de defesa, os jogadores que as ocupam não podem bloquear, e só podem atacar se estiverem posicionados atrás da linha de ataque, na zona de defesa.
Os jogadores da linha de ataque (posições 2, 3 e 4) podem participar normalmente das jogadas de rede (ataque e bloqueio). O jogador de defesa (posições 5, 6 e 1), caso apoie os pés na zona de ataque, não poderá efetuar ataques com a bola estando a uma altura superior à borda da rede. Para tanto, ele deverá saltar de trás - antes da linha, ainda na zona de defesa - da linha de ataque, sem pisar nesta. Ele também não poderá em qualquer circunstância realizar bloqueios.
O posicionamento no voleibol ocorre da seguinte forma:
- O jogador da posição 1 deverá estar atrás do jogador da posição 2 a direita do jogador da posição 6;
- O jogador da posição 2 deverá se posicionar a frente do jogador da posição 1 e a direita do jogador da posição 3;
- O jogador da posição 3 deverá se posicionar entre os das posições 4 e 2 e à frente do jogador da posição 6;
- O jogador da posição 4 se posicionará a esquerda do jogador da posição 3 e à frente do jogador da posição 5;
- O jogador da posição 5 deverá estar atrás do jogador da posição 4  e à esquerda do jogador da posição 6;
- O jogador da posição 6 estará  entre os das posições 5 e 1 e atrás do jogador da posição 3.

## Sistema 6x0
No sistema 6x0, também chamado de sistema 6x6, todos farão a função tanto de levantadores como de atacantes ou defensores. É o sistema mais simples de todos, é normalmente usado em equipes que estão iniciando o treinamento no esporte.
Neste sistema, o levantador será aquele que estiver na posição 3 (no meio da rede, onde normalmente fica o jogador "meio-de-rede"). Por isso, este sistema provoca pouca efetividade na cortada e na utilização do bloqueio.
Com o advento do líbero, esta tática voltou a ser usada algumas vezes dentro da partida (explicação na seção "líbero")

## Sistema 3x3
No sistema 3x3 há três levantadores e três atacantes posicionados de forma intercalada. Para a utilização deste sistema tem que haver um entrosamento entre os atletas para que as jogadas sejam efetuadas com sucesso.

## Sistema 4x2
O sistema 4x2 pode ser dividido entre o 4x2 simples e o 4x2 invertido, ou com infiltração.

### Sistema 4x2 simples
No 4x2 simples há dois levantadores, que se colocam nas posições diagonais da quadra, mais quatro atacantes. Com esse sistema, há sempre um levantador na rede juntamente com dois atacantes.

### Sistema 4x2 invertido, ou 4x2 com infiltração
No 4x2 invertido, também chamado de 4x2 com infiltração,  (uma vez que há 4 atacantes e 2 levantadoras em quadra), também há dois levantadores e eles também se posicionam em diagonal. No entanto, o levantador que está na zona de ataque se tornará disponível para o ataque e o que estiver na zona de defesa infiltrará, ou seja, passará da zona em que ele está para a zona de ataque para efetuar o levantamento. Assim, sempre haverá 3 atacantes na rede. Além disso, caso o "levantador da ocasião" (ou seja, o levantador que está no fundo) defenda, há sempre um levantador de ofício para distribuir as jogadas.
É considerado o melhor sistema tático do vôlei, pois sempre haverá 3 atacantes na rede, dificultando o bloqueio adversário. O time feminino de Cuba, por exemplo, foi tricampeão olímpico nos anos 90-2000, utilizando este sistema. Porém, ele exige que os levantadores sejam especialistas no ataque, o que dificulta a sua utilização.

## Sistema 5x1
O Sistema 5x1 é o mais utilizado atualmente. Por ter apenas 1 levantador, ele atua, quando está na zona de ataque, igual aos levantadores do sistema 4x2 simples e quando está na zona de defesa igual ao sistema 4x2 com infiltração. Ou seja, quando ele está na rede, existem 2 opções de atacantes para distribuir a jogada. Quando ele está no fundo (ou na zona de defesa), há 3 opções de atacantes na rede.

### Inversão do 5x1
A inversão do 5x1 ocorre quando o levantador está na posição de ataque (posições 2, 3 ou 4). Assim, a rede está constituída de 2 atacantes e o levantador, o que diminui em 1 a opção que o levantador tem para passar a bola. Desta forma, a fim de que se fique com 3 atacantes nas posições de ataque, o treinador substitui este levantador por 1 atacante, e põe o levantador reserva no lugar de um jogador que esteja em uma posição de defesa. Com isso, o levantador fica no fundo, e tem 3 opções de atacantes para fazer o levantamento.

## O líbero
Devido as evoluções técnicas e táticas das equipes, foi introduzido o líbero, um jogador específico para a defesa. Este jogador não pode atacar e sacar, fazendo o rodízio somente na área de defesa e também não há limite de substituição para ele. Assim, com a introdução do líbero, haverá quase sempre 4 jogadores de ataque. No 5x1 sem líbero, haverá sempre 5 atacantes, mesmo que estes estejam no fundo.
Além disso, quando o jogo está difícil, o sistema 6x0, com a criação do líbero, é por muitas vezes usado nos jogos. O levantador passa a ser o líbero, que tem 5 opções de atacante para distribuir as jogadas. O técnico Bernardinho utiliza desta tática quando seu time esta perdendo, e já está no final do set.

## Sistemas de recepção de saque

### Sistema de recepção em "W"
É o sistema de recepção utilizado por equipes iniciantes. O levantador fica isolado, e os outros 5 jogadores ficam em suas posições, assim formando um "W" na quadra para defender o saque do time adversário.

### Sistema de recepção em semicírculo
Neste sistema cada jogador (posições 1, 2, 3, 4, 5 e 6 ou 1, 2, 4 e 5) é responsável pela recepção da bola numa área correspondente a uma fatia de terreno que vai desde a linha central até à linha de fundo.

### Sistema com 4 receptores
Geralmente organizado para liberar tanto o levantador quanto um atacante.

### Sistema com 3 receptores
O levantador, o atacante de meio e o atacante oposto são liberados, portanto, as ações de recepção do saque adversário ficam sempre sob a responsabilidade dos dois receptores principais mais o defensor central. A estrutura geralmente tem a forma de "V" ou "V" invertido.

### Sistema com 2 receptores
- Mais usado por equipes de ponta.
- As pontas são os responsáveis pela recepção, e os atacantes de meio e o oposto são protegidos, para que se preocupem somente com seus ataques.
- Com o advento da função de líbero houve um fortalecimento maior neste posicionamento devido à especialidade deste jogador.